# Napoli Teatro Festival Italia

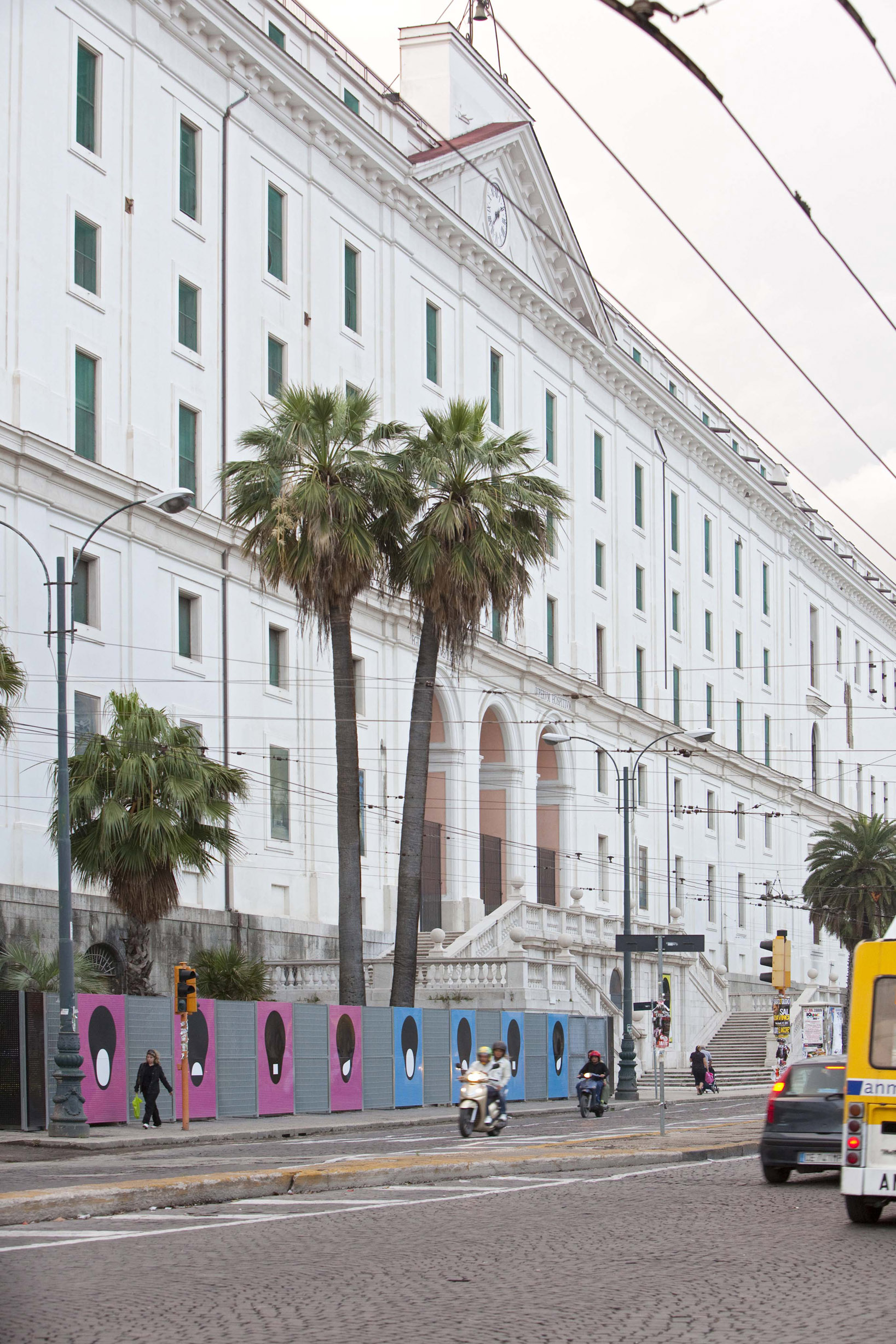
Napoli Teatro Festival Italia

Das Napoli Teatro Festival Italia ist ein internationales Festival, das seit 2008 jedes Jahr im Juni in der italienischen Stadt Neapel stattfindet. Die Veranstalter des Festivals wählen aus, produzieren und geben Theaterstücke, Veranstaltungen und Performances in Auftrag, die von Künstlern aus der ganzen Welt ausgeführt werden. Andere Aktivitäten des Festivals sind die Entwicklung von Projekten und einer produktiven Partnerschaft mit nationalen und internationalen Kulturinstitutionen, die Förderung von beruflicher Bildung und Fortbildung, die Nutzung von historisch-monumentalen und industriell-archäologischen Stätten als Orte für Vorstellungen. Das Festival fördert und produziert das Europäische Ensemble, die erste Theatergruppe mit professionellen Schauspielern, die aus mehreren Ländern der EU kommen.

## Geschichte

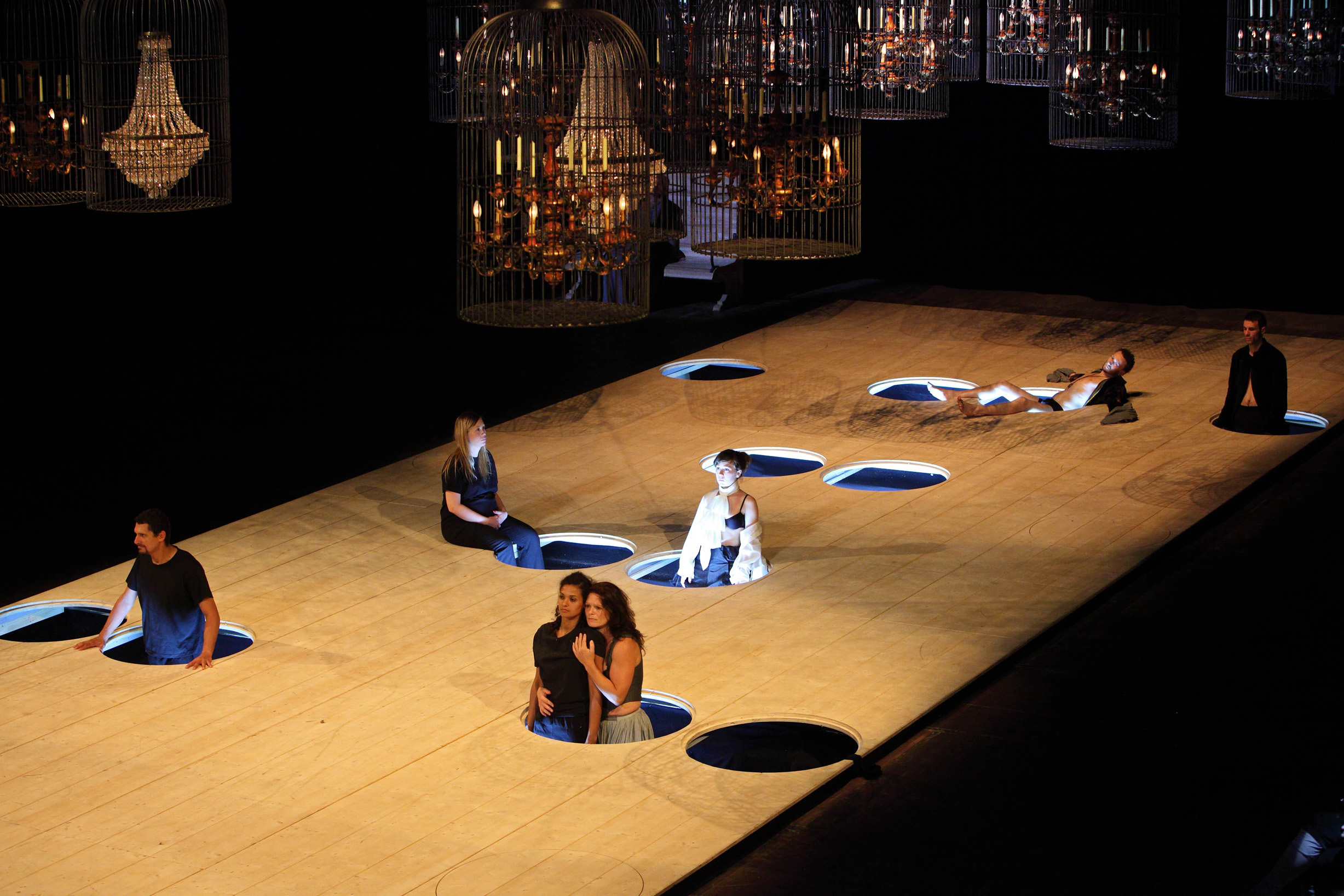
Trilogia della Villeggiatura (Die Trilogie der Sommerfrische) von Carlo Godoni, Bearbeitung: Letizia Russo, Antonio Latella, Regie: Antonio Latella; Produktion: Schauspiel Köln; in Auftrag gegeben von Napoli Teatro festival Italia. Italienische Erstaufführung.

2006 schrieb das italienische Kulturministerium ein internationales Theaterfestival aus, das in der Lage sein sollte, sich mit etablierten europäischen Vorbilden wie dem Edinburgh Festival oder dem Festival von Avignon zu messen. An der Ausschreibung nahmen viele Städte mit einer reichen Theatertradition wie Mailand, Venedig und Genua teil. Die Wahl fiel auf Neapel. Im August 2007 schuf die Region Kampanien eine Fondazione Campania dei Festival unter dem Vorsitz von Rachele Furfaro, um das Projekt eines ersten Theaterfestivals in Neapel zu verwirklichen. Die organisatorische und künstlerische Leitung übernahm Renato Quaglia, der schon organisatorischer Leiter der Biennale di Venezia gewesen war.

## Rückblick

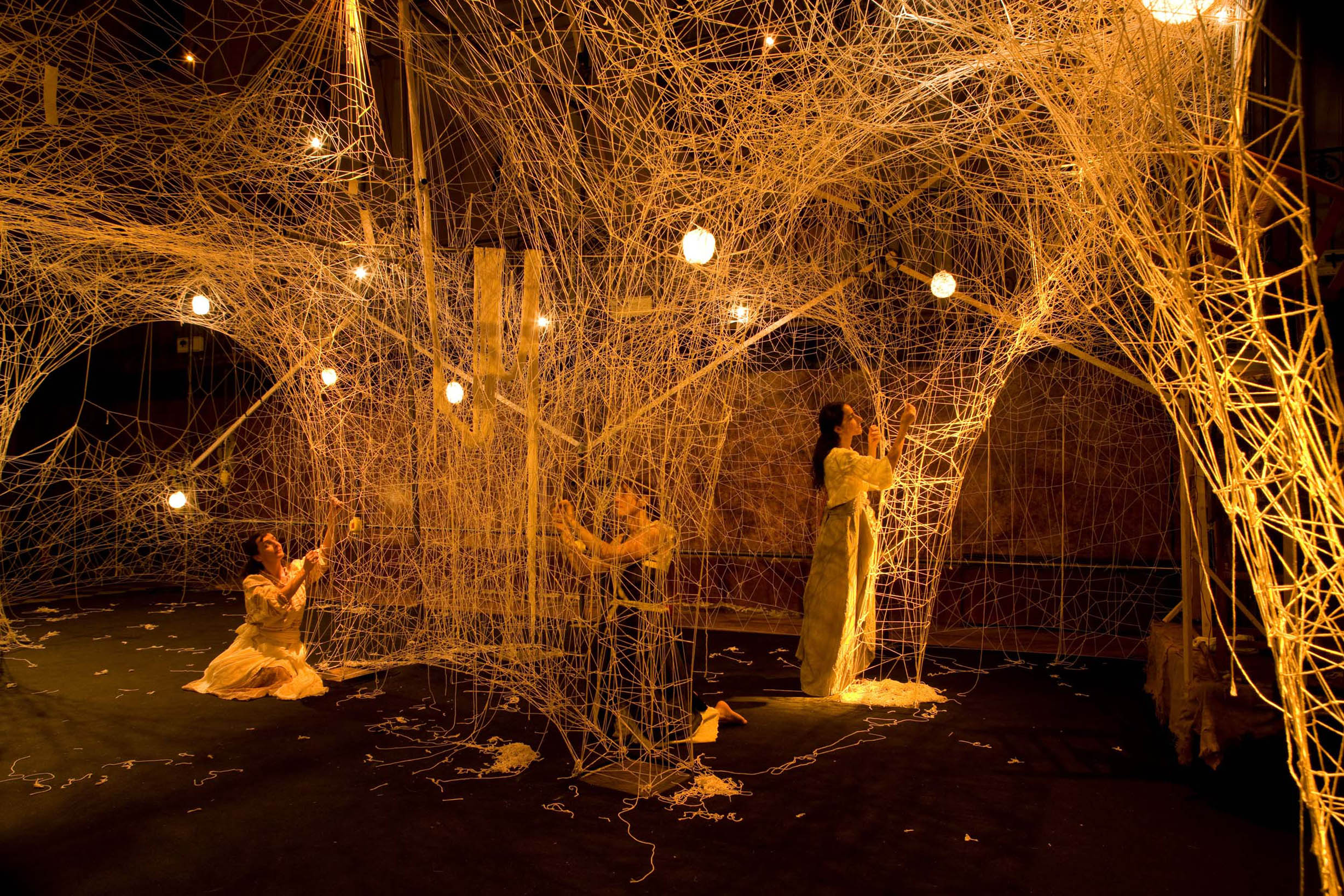
Cosa deve fare Napoli per rimanere in equilibrio sopra un uovo, von Enrique Vargas; Regie: Enrique Vargas

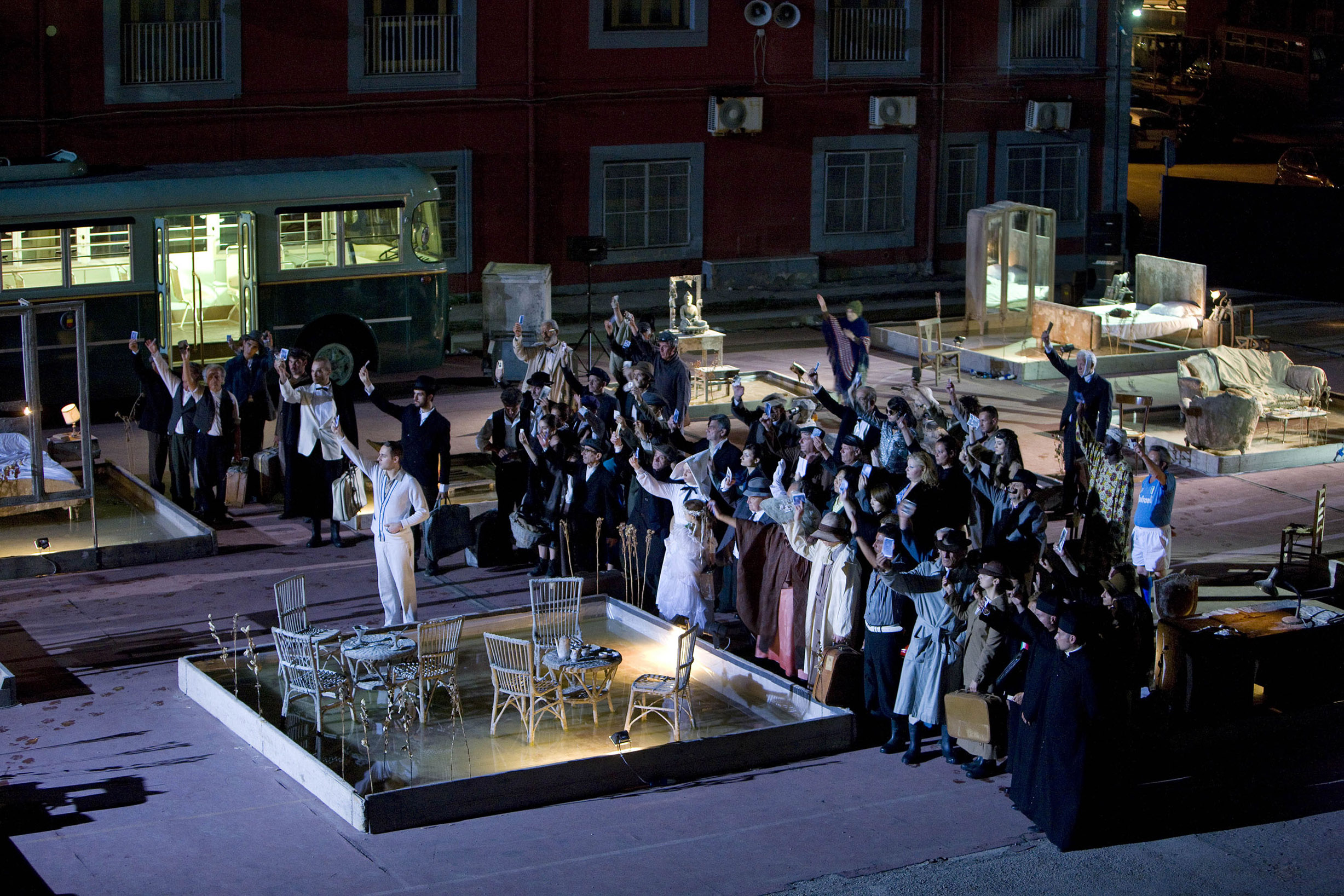
Proprio come se nulla fosse avvenuto. Natura morta per la Darsena Acton di Napoli von Roberto Andò, an Darsena Acton inszeniert.

Im ersten Jahr (2008) nahmen mehr als 2000 Künstler aus 17 Ländern teil. Unter den 40 Erstaufführungen befanden sich 17 Werke, die eigens für das Festival geschaffen wurden. Im zweiten Jahr (2009) kam es zur Gründung eines Festival d'oltremare (deutsch Überseefestival, in Zusammenarbeit mit Teatro di San Carlo) und eines Fringe Festival. Insgesamt wurden 83 Theatervorstellungen inszeniert, an denen Künstler aus 24 Ländern vor mehr als 70.000 Zuschauer teilnahmen.

## Orte
Das Napoli Teatro Festival Italia findet im ganzen Großraum von Neapel statt. Vorstellungen finden nicht nur in vielen städtischen Theatern wie dem Teatro di San Carlo, dem Teatro Bellini oder dem Mercadante - Teatro Stabile di Napoli statt, sondern auch an Orten, die sonst nicht als Theater genutzt wurden, darunter der Real Albergo dei Poveri (als ein bereits typischer Ort des Festivals) und andere gelegentliche Bühnen wie das Darsena Acton, das Dach der Kunstakademie, in Untergeschossen der Stadt, in Kirchen und vor Denkmälern.

## Theaterwerkstätten
Seit seiner ersten Edition widmet sich das Napoli Teatro Festival Italia mit großer Aufmerksamkeit der theatralischer Ausbildung, mit der Vorbereitung von Werkstätten, die von einigen der Hauptfiguren des Festivals geleitet werden. 2008 wurde in Zusammenarbeit mit dem Londoner National Theatre Studio ein Workshop organisiert, der von vier Dramaturgen und Regisseuren aus Italien und England geleitet wurde: eine Zusammenarbeit der Schauspieler Manlio Santanelli, des schottischen Regisseurs Matthew Lenton, der Dramaturgin Timberlake Wertenbaker und dem Regisseur Claudio Di Palma. Der Teilnehmerkreis der Künstler erweiterte sich 2009 mit den Inszenierungen von Napoli non si misura con la mente (Neapel kann nicht mit dem Verstand gemessen werden) von Manlio Santanelli und Interiors von Matthew Lenton. Im Jahr 2009 wurden die Workshops von Teatro de los Sentidos, Matthias Langhoff, Nidal Al Ackhar und Lukas Hemleb geleitet. Unter den teilnehmenden Künstlern waren das Teatro de los Sentidos von Enrique Vargas – der sich schon durch das Schauspiel Cosa deve fare Napoli per rimanere in equilibrio sopra un uovo (Was muss Neapel tun, um das Gleichgewicht auf einem Ei zu halten) auszeichnete – und Matthias Langhoff, der sich um Paradise of Working kümmerte, einem Regie-Workshop über das Thema Arbeit, der zwischen Berlin und Neapel stattfand. Nidal Al Ackhar, der am 2009-Festival mit In front of the Embassy gate the night was long teilnahm, organisierte einen Workshop über Techniken und Möglichkeiten der Improvisation. Schließlich wurde auch Lukas Hemleb für die Organisation von 1003 (mille e tre) eingeladen – eine Theaterwerkstatt, die der Figur des Don Giovanni gewidmet war, und an der zudem William Nadylam und das Europäische Ensemble arbeiteten.

## E45 Napoli Fringe Festival
2009 wurde auf Initiative des Festivals das E45 Napoli Fringe Festival geboren, ein „Off“-Festival, das ähnlich wie verschiedene andere internationale Entsprechungen vielversprechende Autoren und Regisseure unterstützt. Das neapolitanische Fringe Festival bezieht seinen Namen von der E45, der Straße, die von Finnland über Neapel bis nach Sizilien führt. Im ersten Jahr von E45 inszenierte man aus einer großen Auswahl von Vorschlägen in verschiedenen Theatern der Stadt 27 Vorstellungen. Zwei der Vorstellungen wurden für das Jahr 2010 ausgewählt. Beim E45 Fringe Festival 2010 wurden 39 Vorstellungen unter den mehr als 250 präsentierten Originalprojekten inszeniert.

## Umweltschutz
Das Napoli Teatro Festival Italia erreichte die Standards bezüglich der „Ökohaltbarkeit“ und der Umweltvereinbarkeit. Seit seinem ersten Jahr entsprach das Festival der ISO 14001 Norm und der EMAS-Verordnung. Die Nachhaltigkeit des Festivals wird durch die Überwachung der Umweltauswirkungen seiner Tätigkeiten (von der Arbeitsweise der Büros bis zur Realisierung der Szenen, von der Leitung des Verkehrs und der Baustellen bis zum Energieverbrauch und anderen umweltschädlichen Faktoren) garantiert. Darüber hinaus nutzt das Festival Sonnenenergie, die von einem fotoelektrischen Kraftwerk produziert wird.

## Das Europäische Ensemble
Das Europäische Ensemble wurde 2008 auf Initiative des Napoli Teatro Festival Italia als Arbeitsprojekt über Sprachen und Themen der Multikulturalität und Begegnung unter verschiedenen Theatertraditionen geboren. Es ist keine ständige Theatergruppe, sondern ein Ensemble von Schauspielern aus verschiedenen Ländern, in dem jeder in seiner eigenen Sprache spielt. Jedes Jahr wird das Projekt einem neuen Regisseur zugewiesen; sein Ziel ist die Inszenierung einer von Napoli Teatro Festival Italia unterstützten und produzierten Vorstellung. 2008, unter der Leitung von Virginio Liberti und Annalisa Bianco, inszenierte die Compagnia Teatrale Europea Die Troerinnen von Euripides. 2009 wurde die Aufgabe David Lescot zugewiesen, der L’Européenne schrieb und inszenierte. Es ist ein Schauspiel, das zusammen mit dem Théâtre de la Ville in Paris produziert wurde. Im Jahr 2010 hat der englische Regisseur Alexander Zeldin Romeo und Julia inszeniert. Die Vorstellung wurde zusammen mit dem National Theatre Studio (London) und dem Teatro Stabile di Napoli produziert, sowie mit italienischen und englischen Künstlern als auch mit immigrierten Staatsbürgern der zweiten Generation, die seit vielen Jahren eine in Italien lebende Gemeinschaft bilden.